# Пичинча (провинция)
Пичинча (на испански: Pichincha) е една от 24-те провинции на южноамериканската държава Еквадор. Разположена е в северозападната част на страната. Столицата ѝ е Кито, която също е и националната столица. Общата площ на провинцията е 9465 км², а населението е 3 172 200 жители (по изчисления за 2019 г.). Провинцията е разделена на 8 кантона, някои от тях са:
1. Пуерто Кито
2. Сан Мигел де лос Банкос